# Арт маніфест
Маніфест — писаний виклад творчих принципів літературного або мистецького угруповання, напрямку чи окремого автора.
Маніфест — знакове явище аванґардного руху, документ епохи, особливий тип художньої публіцистики.
Існує своєрідна класифікація типів творчих маніфестів:
1. Маніфести, що мали переважно теоретичне значення і мало підтвердженні творчістю.
2. Маніфести, які знайшли відбиття у творчому доробку авторів.
3. Творчі маніфести, які й самі написані за декларованими у них принципами[3].

Перший мистецький маніфест 20-го століття був представлений футуристами в Італії в 1909 році, за ними пішли кубісти, вортицисти, дадаїсти та сюрреалісти: період до Другої світової війни створив те, що досі є найвідомішими маніфестами. Хоча вони ніколи не припинялися, інші засоби масової інформації, такі як зростання телерадіомовлення, як правило, обходили такі заяви. Завдяки Інтернету відбулося відродження форми, і зараз багато нових маніфестів з’являються перед потенційною світовою аудиторією. Stuckists особливо використали це, щоб розпочати всесвітній рух афілійованих груп.